# Michael Föttinger
Michael Föttinger (* 12. Juni 1997 in Hallein) ist ein österreichischer Skilangläufer.

## Werdegang
Föttinger, der für den WSV Strobl-Salzburg startet, nahm von 2012 bis 2017 an U18 und U20-Rennen im Alpencup teil. Bei den Junioren-Skiweltmeisterschaften 2016 in Râșnov belegte er den 59. Platz über 10 km klassisch, den 30. Rang im Sprint und den 14. Platz mit der Staffel und bei den Junioren-Skiweltmeisterschaften 2017 in Soldier Hollow den 47. Platz über 10 km Freistil, den 45. Rang im Skiathlon und den 23. Platz im Sprint. Zu Beginn der Saison 2017/18 startete er in St. Ulrich am Pillersee erstmals im Alpencup und errang dabei den 103. Platz über 15 km klassisch und den 84. Platz im Sprint. Im weiteren Saisonverlauf debütierte er in Seefeld in Tirol im Weltcup und belegte dabei den 72. Platz im Sprint. Bei der Winter-Universiade 2019 in Krasnojarsk lief er auf den 50. Platz über 10 km klassisch und jeweils auf den 25. Rang im Sprint und im Teamsprint. Im folgenden Jahr kam er bei den U23-Weltmeisterschaften 2020 in Oberwiesenthal auf den 34. Platz im Sprint. Nach zwei dritten Plätzen bei den österreichischen Meisterschaften in Seefeld in Tirol zu Beginn der Saison 2020/21, holte er in Dresden mit dem 18. Platz im Sprint seine ersten Weltcuppunkte und errang bei den Nordischen Skiweltmeisterschaften 2021 in Oberstdorf den 59. Platz im Sprint. Bei den Olympischen Winterspielen 2022 in Peking belegte er den 39. Platz im Sprint und zusammen mit Benjamin Moser den zehnten Rang im Teamsprint.

## Teilnahmen an Weltmeisterschaften und Olympischen Winterspielen

### Olympische Spiele
- 2022 Peking: 10. Platz Teamsprint klassisch, 39. Platz Sprint Freistil

### Nordische Skiweltmeisterschaften
- 2021 Oberstdorf: 59. Platz Sprint klassisch
- 2023 Planica: 33. Platz Sprint klassisch
- 2025 Trondheim: 12. Platz Staffel, 45. Platz Sprint Freistil